# 李景一
李 景一（り けいいち、1982年4月26日 - ）は、大阪府泉北郡忠岡町出身の元プロ野球選手（捕手）。

## 経歴

### 選手時代
福井県の敦賀気比高等学校時代は強肩強打の捕手として活動。3年夏の全国高等学校野球選手権福井大会では4番打者を務めたが、決勝戦で敗退。内海哲也、仲澤忠厚とチームメイトであり、内海とはバッテリーを組んでいた。
2000年のプロ野球ドラフト会議で読売ジャイアンツ（巨人）から8位指名を受け、入団。契約金3000万円、年俸は480万円。これはオリックスのドラフト1位指名を拒否した内海の気が変わらないようにと、巨人が言わば「人質」として指名したものと言われている。実際、内海は指名直後に仰木彬監督から電話をもらい、一時はオリックス入りへ気持ちが傾いたのだが、その後希望球団である巨人が8位で李を指名すると再び態度を硬化させ、結局入団拒否となった 。
一軍公式戦出場がないまま2004年シーズン終了後に戦力外通告を受け、現役を引退した。

### 選手引退後
2005年からブルペン捕手に転向したが同年に退団、その後は福井県の鯖江市に移り住んだ。高校時代の同級生の紹介により2006年2月から中学硬式野球チーム「鯖江ボーイズ」のコーチとなり、2007年1月には監督に就任した。
2010年8月の第4回全日本中学野球選手権大会 ジャイアンツカップ（全日本中学野球日本野球連盟、読売新聞社、読売巨人軍など主催）では、準決勝まで進出している。同年8月26-28日に行われた中学硬式野球のAAアジアチャレンジマッチでは、コーチに選ばれている。
李の「鯖江ボーイズ」時代の教え子には、2013年のプロ野球（NPB）ドラフト会議で中日ドラゴンズから育成枠1位指名を受けた岸本淳希、2015年の同会議でオリックス・バファローズから1位指名を受けた吉田正尚がいる。
2014年、「鯖江ボーイズ」の監督を退任。同年12月13-14日、元プロ野球関係者が学生野球指導者になるために必要な学生野球資格回復研修会（日本学生野球協会主催）を受講し、修了証が授与されている。

## 詳細情報

### 年度別打撃成績
- 一軍公式戦出場なし

### 背番号
- 69 （2001年 - 2004年）
- 102 （2005年）[3]